# Hans Grimm (Mediziner)

Hans Grimm, 1992

Hans Grimm, auch Johannes Grimm (* 7. Februar 1910 in Zwickau; † 1. April 1995 in Berlin), war ein deutscher Arzt, Anthropologe und Sportmediziner.

## Leben und Werk
Grimm war ab seinem vierten Geburtstag Halbwaise und wuchs in materiell bescheidenen Verhältnissen auf, da sein Vater – angestellt als Ratsexpedient bei der Stadt – früh gestorben war. Grimm besuchte die Schule bis zur Obersekundareife, trat dann in eine Schlosserlehre ein und erhielt an der Ingenieurschule Zwickau von 1927 bis 1929 eine Ausbildung als Chemotechniker. 1931 wurde er arbeitslos.
1932 unterzog er sich einer Immaturenprüfung und wurde zum Biologiestudium zugelassen, das er 1933 an der Universität Halle aufnahm. 1936 wechselte er an die Universität Kiel. Im Januar 1937 wurde ihm auf Grund einer zweiten Immaturenprüfung die Berechtigung zum Studium der Medizin erteilt. Seit Sommersemester 1937 war er in Kiel auch als Medizinstudent immatrikuliert, danach in Breslau. Betreut von Adolf Remane, dem er bei dessen Wechsel von Halle nach Kiel gefolgt war, promovierte er 1938 mit einer Arbeit zum Thema Schädelproportionen und absolute Größe in der Primatenreihe an der Philosophischen Fakultät der Universität Kiel zum Dr. rer. nat.
1934 Grimm regte eine Gemeinschaftsarbeit der Fachgruppe Medizin der Universität Halle an, die daraufhin vier Sommer hintereinander Fahrten in die Batschka durchführte. Der Sammelband mit den Ergebnissen der Studentengruppe, zu der auch Gabriele Wülker gehörte, ging als Reichssiegerarbeit aus dem Reichsberufswettkampf der deutschen Studenten 1936/37 in der Sparte „Rasse und Gesundheitswesen“ hervor.
Vom Sommersemester 1938 bis zweiten Trimester 1940 war er als außerplanmäßiger Assistent am Institut von Egon Freiherr von Eickstedt in Breslau Ilse Schwidetzky unterstellt, die eine anthropologische Regionaluntersuchung Schlesiens durchführte.
1940 wurde er zum Leiter der Forschungsstelle „Schlesier in aller Welt“ ernannt, die eine Außenstelle der Hauptabteilung Wanderungsforschung und Sippenkunde des Deutschen Auslandsinstituts Stuttgart war. Schwerpunkt seiner eigenen Veröffentlichungen und zahlreicher Rezensionen waren bis 1945 entwicklungsbiologische und bevölkerungsgeschichtliche Untersuchungen an Volksdeutschen in Südosteuropa, die vor allem in dem Jahrbuch Südostforschungen des Südostinstituts München erschienen sind.
Bevor er im Oktober 1939 das Physikum bestand, war er bereits zum Sanitätsdienst der Wehrmacht einberufen worden und diente 1940 als Sanitäts-Feldwebel. Eine längere Freistellung gab ihm die Möglichkeit, 1943 in Breslau eine medizinische Dissertation über Untersuchungen über die Pubertät bei Umsiedlerinnen aus der Nordbukowina: Beitrag zur Frage Menarche und Umwelt zu verteidigen. In schlesischen Umsiedlerlagern konnten im Frühjahr 1942 aus der Gesamtzahl von 42.400 aus der Nordbukowina Ausgesiedelten rund 1200 Umsiedler familienweise erfasst werden. Grimms Dissertation stützt sich auf eine Stichprobe von rund 500 Mädchen und Frauen. „Seine Forschungsergebnisse sind, soweit bekannt, nicht für die Legitimierung der NS-Bevölkerungspolitik missbraucht worden. Im Gegensatz zu nicht wenigen seiner Kollegen hielt er sich während des Krieges politisch zurück“, urteilt Rainer Karlsch.
1944 wurde Grimm als Arzt zur Sondergruppe des Oberkommando des Heeres für Seuchenbekämpfung versetzt. Aus der Internierung am Kriegsende wurde er im Herbst 1945 in Prag entlassen.
Danach arbeitete er als Assistenzarzt an der Universitätskinderklinik in Halle, um danach bis 1951 als Leiter der jugendärztlichen Abteilung am Hallenser Gesundheitsamt tätig zu sein. Nach der Habilitation 1950 für das Fachgebiet „Soziale Medizin“ mit dem Thema Untersuchung über die körperliche Entwicklung bei den Schilddrüsenvergrößerungen der jungen Mädchen: Ein Beitrag zur Kenntnis der sogenannten Nachkriegsstruma übernahm er die Funktion eines leitenden Jugendarztes und des Direktors der Abteilung Sozialhygiene am Zentralinstitut für Sozial- und Gewerbehygiene in Berlin. Es folgten die Ernennung zum Professor mit Lehrauftrag für Anthropologie (1951), die Berufung zum Professor mit Lehrstuhl für Sozialhygiene (1959) und die Ernennung zum Direktor des Anthropologischen Instituts der Humboldt-Universität Berlin. Darüber hinaus hielt er Vorlesungen über die Biologie des Menschen (einschließlich Abstammungslehre und Osteologie) für Studenten der Psychologie, der Ur- und Frühgeschichte, der Ethnologie und für Sportstudenten. Mit seinem Schüler Jürgen David kam er bei umfassenden Untersuchungen in Ostdeutschland zu dem Ergebnis, dass die Spondylosis deformans im Neolithikum und im Mittelalter ungefähr gleich häufig war.

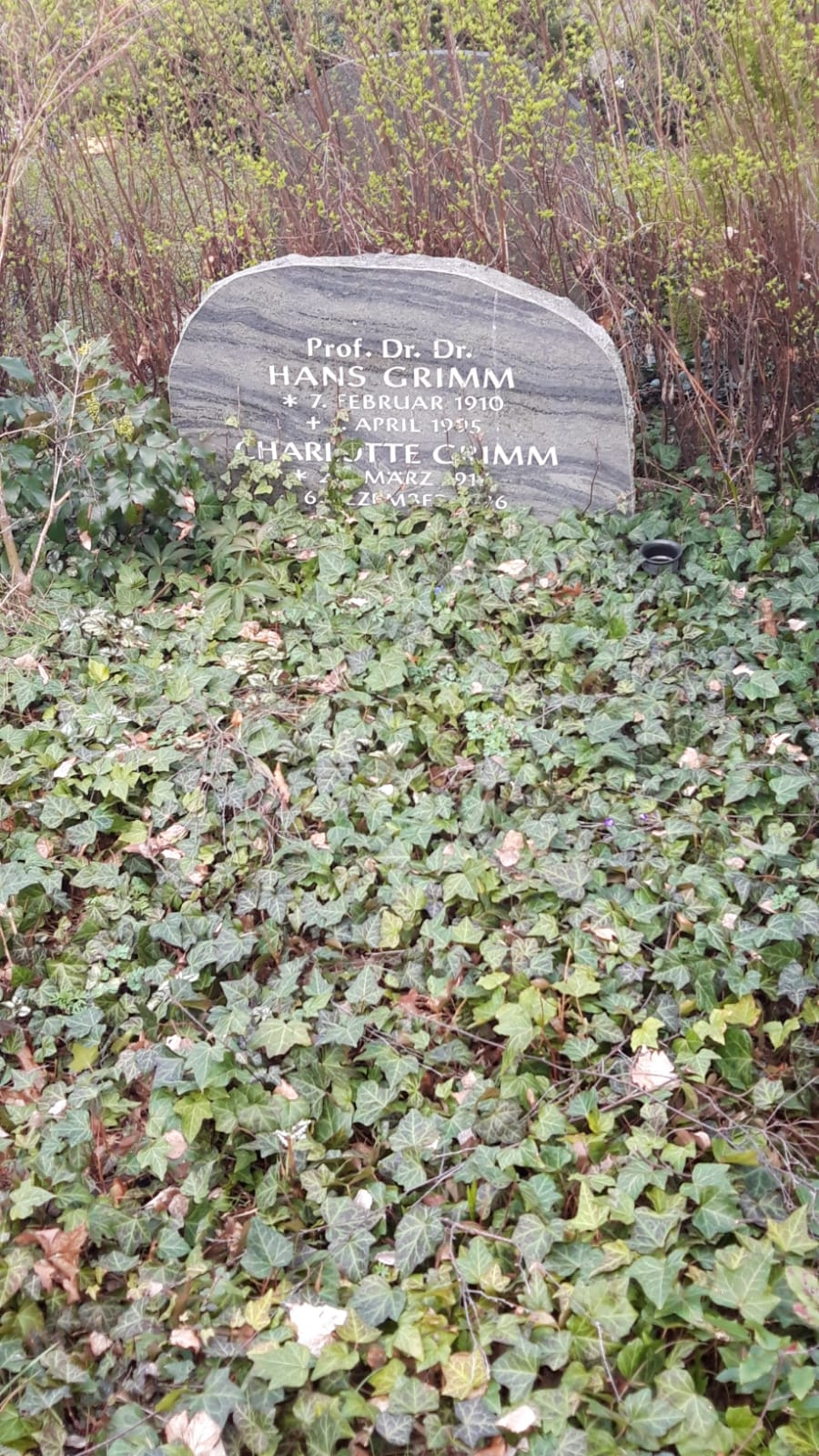
Grab auf dem Friedhof Biesdorf in Berlin

Hans Grimm war einer der ersten Mitgestalter der Sportmedizin in der DDR. Er war Teilnehmer der 1. Sportärztetagung 1951 und der Gründungssitzung der Arbeitsgemeinschaft für Sportmedizin (1954). Dieser späteren Gesellschaft für Sportmedizin der DDR stand er von 1955 bis 1957 als Präsident vor. In seiner Amtsperiode fand 1955 in Weimar eine letzte gesamtdeutsche Sportärztetagung unter dem Thema Sport als Mittel der Gesunderhaltung statt. Die innerdeutsche Abgrenzung und Kalter Krieg machten erst nach 1989 wieder solche Veranstaltungen möglich.
Seine umfangreiche wissenschaftliche Arbeit kennzeichnen entwicklungsbiologische, sportmedizinisch-hygienische sowie sportanthropologische Untersuchungen zum Einfluss der Körperübungen auf den wachsenden Organismus, zur Entwicklungsdiagnose und zur Biotypologie im Sport, aber auch zur Industrieanthropologie und zur Wissenschaftsgeschichte der Anthropologie., insbesondere durch seine Beiträge zu den Biographien Felix von Luschans und Rudolf Virchows. Unter seiner Betreuung entstanden mehr als hundert Dissertationen, vor allem von Medizinern, aber auch von Naturwissenschaftlern und Prähistorikern. Fünf seiner ehemaligen Doktoranden wurden als Professoren berufen. Von 1959 bis 1989 war Grimm Schriftleiter der Zeitschrift Ärztliche Jugendkunde. Seit 1968 gehörte er auch zum Redaktionskollegium der archäologischen Fachzeitschrift Ausgrabungen und Funde.
Über seine Idee, die Unterlagen der Studienstiftung des deutschen Volkes zu einer Untersuchung über die Vererbung der Hochbegabung zu benutzen, hatte er 1943 einen ersten Artikel veröffentlicht. 1969 begann sein Doktorand Volkmar Weiss, die Anregung in eine empirische Untersuchung umzusetzen, wobei die Besten der Olympiaden Junger Mathematiker Ausgangspunkt der Datenerhebungen und später auch von Tests wurden.
Grimm engagierte sich auch im Naturschutz und veröffentlichte Beobachtungen als Ornithologe.
Sein Grab befindet sich auf dem Friedhof Biesdorf in Berlin.

## Veröffentlichungen (Auswahl)
- Vorgeschichtliches, frühgeschichtliches und mittelalterliches Fundmaterial zur Pathologie der Wirbelsäule. In: Nova Acta Leopoldina. Neue Folge. Band 21, 1959, Nr. 142.
- Jugend und Sport. In: A. Arnold (Hrsg.): Lehrbuch der Sportmedizin. J. A. Barth, Leipzig 1956; 2. Auflage, 1960, S. 447–483.
- Grundriss der Konstitutionsbiologie und Anthropometrie. 3. Auflage. Volk und Gesundheit, Berlin 1966.